# Temporada 2005-2006 del Nàstic
Dades de la Temporada 2005-2006 del Gimnàstic de Tarragona.

## Resultats i Classificació
Tot i un inici no gaire bo, sobretot en els partits a casa, l'equip millorà el rumb, col·locant-se en llocs d'ascens directe la jornada 28 i arribant a anar líder en algunes jornades. Aconseguiren l'ascens a Primera divisió en el partit que acabà amb empat a zero al camp del Xerez el dia 3 de juny de 2006. A més, el rècord de 7 victòries seguides a domicili i 11 partits sense perdre de forma consecutiva: del 5 de novembre de 2005 fins al 23 d'abril de 2006 el Nàstic no va perdre cap partit a fora de casa.
Finalment l'equip fou segon a la classificació amb 76 punts. Guanyà 23 partits, n'empatà 7 i en perdé 12. Marcà 48 gols i en rebé 38.

## Plantilla
Aquesta és la plantilla del Gimnàstic de Tarragona per a la temporada 2005-2006 a la Segona Divisió de la lliga espanyola de futbol.
| - 1 Álvaro Iglesias Quintana - 2 Luis Miguel Carrión Delgado - 2 Mariano González "Nano" - 3 Iván Romero Mingo - 4 Jesús María Serrano Eugui - 5 Miguel Ángel Llera Garzón - 6 Abel Buades Vendrell - 7 David Cuéllar Tainta - 8 Manuel Martínez Lara "Manolo" - 8 Àngel Morales Cuerva - 9 Jon Andoni Pérez Alonso "Bolo" - 10 Diego Torres Rodríguez - 11 Lluís Codina Codina - 12 Manel Ruz Baños - 13 Juanjo Valencia |  | - 13 Rubén Pérez Chueca - 14 David García Haro - 15 Ismael Marchal Razquín "Irurzun" - 16 Òscar Álvarez - 17 Carlos Merino González - 18 Egoitz Jaio Gabiola - 19 Diego Reyes Muñoz - 20 Alfonso Vera Quintero - 21 Antoni Pinilla Miranda - 22 Álex Pérez Aracil - 23 Marco Antonio Ortega Cotano - 23 Cristian Omar Lupidio Hernández - 24 Miguel Pérez Aracil - 25 Abdul Razak Mohammed Ekpoki |

- Entrenador:  Luis Ángel César Sampedro
- Segon entrenador:  Francisco Ramírez
- Preparador físic:  Xavier Bartolo

### Fitxatges
Els fitxatges d'aquesta temporada foren:
- Álvaro Iglesias del Tenerife
- Òscar Álvarez del Tenerife
- Jaio del Racing de Ferrol
- Ismael de l'Sporting de Gijón
- Diego Reyes del Ceuta
- Llera de l'Alacant
- Merino del Numancia
- Miguel Pérez del Numancia
- Álex Pérez del Reial Madrid Castella
- Iván Romero del Poli Ejido
- Manel Ruz del València

Jugadors que arribaren al mercat d'hivern:
- Morales de l'Espanyol
- Ekpoki
- Rubén Pérez del Badajoz
- Lupidio de l'Hèrcules
- Nano del Marbella

### Baixes
Les baixes foren:
- Felip al Salamanca
- Dani Tortolero retornà al Barça i fitxà per l'Hèrcules
- Ibón Begoña a l'Alavés
- Vaqueriza
- Fernando al Terrassa
- Iván Ania al Cádiz
- Igor Angulo retornà a l'Atletich de Bilbao
- Sergio Francisco a la Real Unión de Irún
- Lusarreta al Real Oviedo
- David Medina cedit al Sabadell

Jugadors que deixaren l'equip abans d'acabar la temporada:
- Juanjo València al Racing de Santander
- Carrion al Córdova
- Romero al Jaén

Manolo, dorsal 8, fou donat de baixa després d'una greu lesió i retornà a l'equip a finals de temporada amb el dorsal 3.
Marco fou donat de baixa després d'una greu lesió, encara que continuà a l'equip sense dorsal.

## Golejadors
Els gols de la temporada es repartiren de la següent manera:
- Amb 11: Ismael
- Amb 7: Diego Torres
- Amb 6: Antoni Pinilla
- Amb 4: Abel Buades
- Amb 3: Miguel Ángel Llera, Carlos Merino, David Cuéllar, Jon Pérez Bolo
- Amb 2: Àngel Morales i Ekpoki
- Amb 1: Diego Reyes, Jesús Mari Serrano